# Joruma fuscoclavata
Joruma fuscoclavata är en insektsart som beskrevs av Henry Fairfield Osborn 1928. Joruma fuscoclavata ingår i släktet Joruma och familjen dvärgstritar.
Artens utbredningsområde är Bolivia. Inga underarter finns listade i Catalogue of Life.